# Antoine Hauhouot Asseypo
Antoine Hauhouot-Asseypo, né le 17 janvier 1939 à Ananguié (Département d’Adzopé, à l’Est de la Côte d’Ivoire) est un universitaire et académicien ivoirien.
Docteur ès Lettres de l’université Paris-VIII, il est depuis 1982, professeur titulaire de géographie (CAMES), spécialiste de géographie de l’aménagement du territoire et du développement.
Antoine Hauhouot-Assepo est le président de l’Académie des sciences, des arts, des cultures d'Afrique et des diasporas africaines depuis juin 2018, succédant ainsi à Aïdara Daouda.

## Naissance et formation
Antoine Hauhouot-Asseypo, est né le 17 janvier 1939 à Anangui, dans le département d'Adzopé en Côte-d'Ivoire. Docteur ès lettres de l'Université Paris VIII, il a été professeur titulaire de géographie , reconnu par le Conseil Africain et Malgache pour l'Enseignement Supérieur (CAMES) depuis 1982. Sa spécialité portait sur la géographie de l'aménagement du territoire et du développement.
La carrière du professeur s'est déroulée sur quatre axes principaux: l'enseignement universitaire, la recherche appliquée et le développement, la gouvernance académique et la gouvernance civile.
Dans le domaine de l'enseignement, il a été enseignant chercheur à l'Institut de Géographie Tropicale( IGT) de l'Université Felix Houphouët Boigny de Cocody où il a assuré des cours et dirigé de nombreux travaux. Il a également dispensé des enseignements sur le développement régional à l'Ecole Normale d'Administration (ENA) de Côte-d'Ivoire. Il a encadré plusieurs thèses de doctorat, tant du troisième cycle que d'Etat.
Engagé dans la recherche appliquée dès les années 1979, il a pris part à plusieurs études majeures, notamment sur la faisabilité et les impacts des complexes agro-industriels, les aménagements dans les régions centre ouest et sud-ouest; ainsi que les études "Prospectives Côte-d'Ivoire 2025" et "Côte-d'Ivoire 2040". Il a également contribué à la rédaction de nombreux plans stratégiques régionaux.

## Parcours académique
Antoine Hauhouot-Asseypo commence ses études primaires à l'école primaire d'Adzopé de 1946 à 1952, à l'issue desquelles il obtient le certificat d'Etudes Primaires Elémentaires (CEPE). Il poursuit sa formation secondaire au Cours Normal de Daloa de 1953 à 1956, Où il obtient le Brevet d'Etudes de Premier Cycle ( BEPC).
De 1957à 1961, il est inscrit à l'Ecole normale de Dabou, où il prépare et obtient le baccalauréat série sciences expérimentales. Il poursuit ensuite ses études supérieures à l'université d'Abidjan, au Centre d'Etudes de Littératures General (CELG), durant l'année universitaire 1962-1963.
Entre 1964 et 1966, il est inscrit à l'Université de Rennes, en France puis y obtient une licence. Il continue son cursus à l'Université de Caen de 1967 à 1968, où il obtient une seconde licence ainsi qu'un Diplôme d'Etudes Approfondies (DEA).
Enfin, il soutient in doctorat ès lettres en octobre 1978 à l'Université de Paris VIII ( Vincennes).

## Parcours de gouvernance
Dans le domaine de la gouvernance académique, Antoine Hauhouot-Asseypo a occupé plusieurs fonctions. Il a été successivement directeur de l'Institut de Géographie Tropicale, doyen de la faculté des lettres et sciences Humaines, recteur puis directeur de l'université d'Abidjan. Il a également présidé le comité technique spécialisé (CTS) Lettres et Sciences Humaines de CAMES, ainsi que la Conférence des recteurs des universités francophones d'Afrique et de l'océan Indien (CRUFAOCI). Aussi, il a exercé les fonctions de vice-président de l'Université panafricaine à Accra.
Par ailleurs, Antoine Hauhouot-Asseypo a été conseiller et porte-parole du president du conseil économique et social de Côte-d'Ivoire entre 2011 et 2016; et a également servi en tant que conseiller auprès de la Haute Autorité de la Communication Audiovisuelle(HACA),.

## Publications
- 1999 : Penser et bâtir pour habiter (Presses universitaires de Côte d'Ivoire) ;
- 2002 : Développement, aménagement, régionalisation en Côte d'Ivoire (Editions universitaires de Côte d'Ivoire) ;
- 2008 : Nature, culture, tourisme en Côte d'Ivoire : essai sur la trilogie d'un pari de développement manqué' (Editions universitaires de Côte d'Ivoire) ;
- 2015 : Côte d'Ivoire, à quand la puissance éducative?  (Nouvelles Éditions Balafons) ;
- 2015 : Société, État et territoire en Côte d'Ivoire : essai de géographie du développement  (Harmattan Côte d'Ivoire) ;
- 2016 : Guide de travaux de géographie : master et doctorat  (Harmattan Côte d'Ivoire)